# Меліоровані ландшафти
Меліоровані ландшафти — це тип антропогенних ландшафтів, які виникають у результаті проведення меліорації, тобто комплексу заходів, спрямованих на покращення природних умов для сільського господарства, будівництва або інших цілей. Ці ландшафти є продуктом змін рельєфу, водного режиму, ґрунтів або рослинності для підвищення їхньої продуктивності чи функціональності.

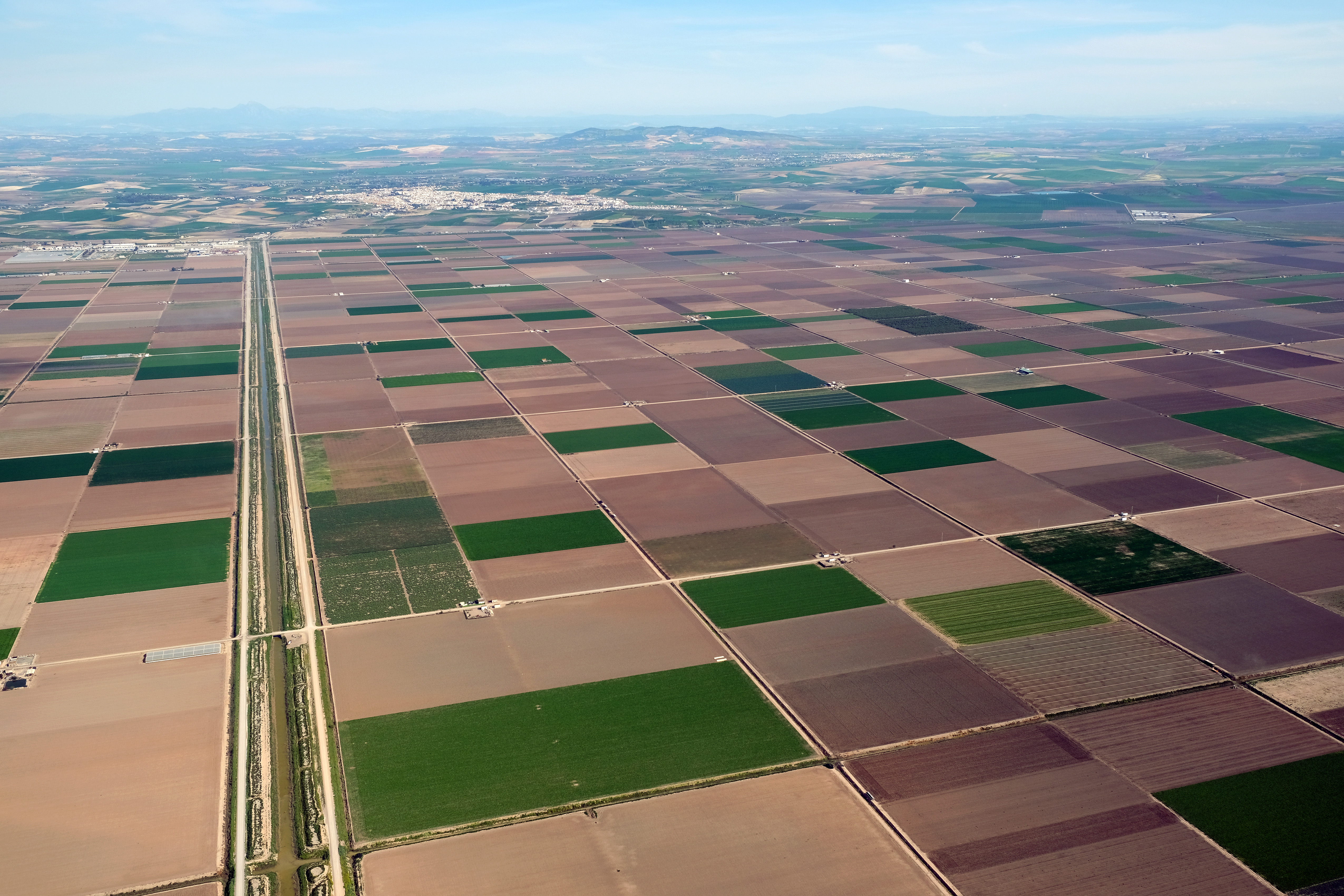
Зрошувальні поля, як приклад меліорованих ландшафтів

## Типи меліорованих ландшафтів
- Осушувальні ландшафти — створюються для регулювання надмірної вологості ґрунтів, та поширені в болотистих або надмірно зволожених районах. Включають в себе системи каналів, дренажні мережі, осушувальні системи.
- Зрошувальні ландшафти — формуються в умовах посушливого клімату для забезпечення рослин водою. Включають канали, водосховища, системи зрошення.
- Протизсувні та ерозійно-стійкі ландшафти — використовуються для запобігання ерозії ґрунтів або зсувів. Включають терасування схилів, зміцнення берегів річок або схилів.
- Антропогенно-рекультивовані ландшафти — утворені після діяльності, яка спричинила деградацію (наприклад, видобуток корисних копалин, кар'єри). Містять штучні водойми, посаджені ліси, відновлені ґрунти.
- Санітарно-захисні ландшафти — створюються для захисту населених пунктів або об'єктів від негативного впливу (наприклад, пилових бур, затоплень).Містять лісосмуги, захисні насипи.[2]

## Роль меліорованих ландшафтів
- Сільське господарство: Покращення умов для вирощування культур (зрошення або осушення).
- Екологія: Зменшення впливу ерозії, відновлення деградованих територій.
- Захист населення: Запобігання повеням, стабілізація земель у зсувонебезпечних районах.
- Промисловість: Рекультивація земель після промислового використання.[3]

## Наслідки
Створення меліорованих ландшафтів має як позитивні так і негативні наслідки, серед позитивних відмічають: підвищення родючості земель, контроль над водними ресурсами, відновлення екосистем після деградації. Проте такі зміни несуть відповідні виклики, а саме: висока вартість створення та підтримки, можливі екологічні наслідки (наприклад, осушення боліт може знизити біорізноманіття), потреба в довгостроковому моніторингу та догляді.